# アーカム
アーカム（Arkham）は、ハワード・フィリップス・ラヴクラフトなどの作品に登場する架空の都市。
ラヴクラフトの小説で、しばしば登場し、物語の舞台となった中心地である。マサチューセッツ州の都市であり、ミスカトニック大学の所在地でもある。他の作家によって書かれたクトゥルフ神話作品にも登場する。
駒形切妻屋根やジョージア風の欄干を備えた、築数百年を数える古い建築様式の家が立ち並んでいる。
ラヴクラフトの死後、彼のストックした作品を発表するため、友人作家オーガスト・ダーレスとドナルド・ワンドレイが創設したホラーの出版社「アーカムハウス」の名前は、この地名が由来となっている。

## 来歴・概要
アーカムは、1920年12月12日に執筆されたラヴクラフトの小説『家のなかの絵（The Picture in the House）』で初めて名前だけが言及された。この作品は、文芸雑誌「National Amateur」の1919年7月号で発表された。両者の年が食い違っているがこれは、発刊が1921年に行われているためである。物語の舞台として本格的に登場したのは『死体蘇生者ハーバート・ウェスト』が最初である。
モデルとなった町は、マサチューセッツ州セイラムおよびロードアイランド州プロヴィデンス。
ラヴクラフトが描いたアーカムの地図は、セイラムの地形とよく対応している。ラヴクラフトの作品にはアーカムとセイラムの両方が頻出する。実在のセイラムは、1692年のセイラム魔女裁判によって広く知られ、架空都市アーカムでも過去にセイラム同様の事件が起こったとされている。
またプロヴィデンスはラヴクラフトの故郷である。

## 解説

### 年表・歴史
- 1692年、入植がはじまる。セイラムからエドマンド・カーターなど魔術師が移り住んでくる。（ランドルフ・カーターの陳述[2]）
- 1765年、ミスカトニック大学が創立する。
- 1880年、ミスカトニック大学に医学部が創立される。
- 1882年、隕石が落下する。（宇宙からの色[3]）
- 1888年、洪水が起こる。
- 1905年、腸チフスが流行し住民が激減する。（死体蘇生者ハーバート・ウェスト[1]）
- 1928年8月、ダニッチのウィルバー・ウェイトリーがミスカトニック大学附属図書館に侵入し死亡する。（ダニッチの怪[4]）
- 1928年10月、ボストンのランドルフ・カーターがアーカム郊外で失踪する。（銀の鍵[5]）

セイラム魔女事件の年に住民が入植し始めた。このため隠し部屋を備えた家が建てられたり魔女狩りが横行したりしていた。カーター家、ウェイトリー家などラブクラフトの登場人物の先祖は、この頃にアーカムに移住している経歴を持つ。ミスカトニック大学の前身は、この頃に移り住んだ有識者の集会「セイラム・アカデミー」だったとも言われる。
17世紀終盤に入植が始まり、18世紀には西インド諸島との貿易を行い近隣のキングスポートと共に繁栄した。19世紀になると工業地帯として産業転換を果たした。

### 設定上の位置・地理

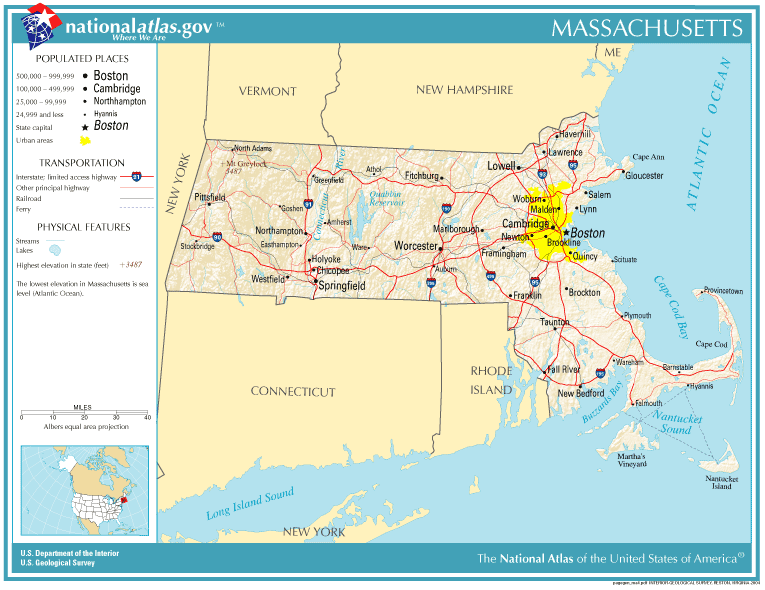
実際のマサチューセッツ州の地図

はじめアメリカ合衆国ニューイングランド地方の何処か、ミスカトニック渓谷にあると設定され、後の作品でマサチューセッツ州に属すとされた。
アーカムの北にはインスマスがあり、西にはダニッチ、南東にはキングスポートがある。アーカム中央を流れるミスカトニック川により南北に分けられ、ミスカトニック川の上流にはダニッチが、河口にはキングスポートがある。
実在の町としては、北にニューベリーポートが位置しており、また南方にエセックス郡セイラム、続いてボストンが位置する。正確な地理は不明ながら現実の地理と照らし合わせるとゴードン大学のある位置に推定されている。
ダニッチとの距離感が、ラヴクラフトとダーレスでは異なっており、ダーレスはアーカムのすぐ近くにダニッチがあると考えていた。

### 絞首刑人の丘（Hangman's Hill）
アーカムの西にある丘。セイラムにあるアン・ピューディエイターら、魔女の嫌疑をかけられた人々が絞首刑に処されたギャロウズ・ヒルに対応する位置にあり、アーカムがセイラムをモデルとした街であると指摘される特徴のひとつ。

### ミスカトニック大学（Miskatonic University）
『死体蘇生者ハーバート・ウェスト』において初めて言及された。名前はミスカトニック川に由来する。1765年創立。地質学、医学、人類学、考古学などの研究機関を備え、アイビーリーグにも参加するなど各方面で活躍している名門大学である。付属図書館にはネクロノミコンをはじめとした稀覯本を収蔵する。

### アーカム・アサイレム（Arkham Sanitarium）
ラブクラフトの『戸口にあらわれたもの』に登場した施設。マサチューセッツ州ダンバースにあるダンバース州立病院（Danvers State Hospital）がモデルとされ、こちらも『ピックマンのモデル』『インスマスの影』などに登場する。
同じ名前の施設が『バットマン』にも登場するが別物である。

## 登場作品
H・P・ラヴクラフト作品
家のなかの絵（1920）、死体蘇生者ハーバート・ウェスト（1922）、名伏しがたいもの（1923）、銀の鍵（1926）、宇宙からの色（1927）、ダニッチの怪（1928）、闇に囁くもの（1930）、狂気の山脈にて（1931）、インスマスの影（1931）、魔女の家の夢（1932）、銀の鍵の門を越えて（1933）、戸口にあらわれたもの（1933）、時間からの影（1935）
オーガスト・W・ダーレス、およびラヴクラフト&ダーレス
永劫の探究（1部・2部）、暗黒の儀式（1945）、異次元の影（1957）、アルハザードのランプ（1957）、魔女の谷（1962）
クトゥルフ神話TRPG
アーカムのすべて/H.P.ラヴクラフトアーカム（キース・ハーパーほか）
その他の著者の作品
窖に潜むもの（ロバート・ブロック、1937）、アーカムそして星の世界へ（フリッツ・ライバー、1966）、陳列室の恐怖（リン・カーター、1976）、タイタス・クロウ・サーガ2部（ブライアン・ラムレイ、1976）、暗礁の彼方に（ベイジル・コッパー、1994）

### 実在の土地
ロードアイランド州プロヴィデンス
アーカムのモデルの一つ。ロードアイランド州の州都。ラヴクラフトの故郷。ブラウン大学がある。アーカムからは、州をまたいだ南に位置する。『クトゥルフの呼び声』『チャールズ・ウォードの奇怪な事件』『闇に囁くもの』などの舞台。
マサチューセッツ州セイラム
アーカムのモデルの一つ。1692年の魔女裁判事件で知られる。アーカムの南、ボストンの北に位置する。
マサチューセッツ州ボストン
マサチューセッツ州の州都。ハーバード大学があり、ワイドナー図書館にはネクロノミコンが収蔵されているという設定。アーカムの南に位置する。『ピックマンのモデル』などの舞台。
アーカムハウス
ウィスコンシン州ソークシティに籍を置く出版社。社名はアーカムに由来する。

### クトゥルフ神話の土地
- ミスカトニック大学 - アーカムにある大学・研究機関。
- インスマス  - ニューベリーポート（実在）とアーカムの中間に位置する。（インスマスの影）
- ダニッチ  - ミスカトニック川上流、西の山岳部に位置する。（ダニッチの怪）

### その他
- アーカム・アサイラム  - 『バットマン』に登場する地名。本項が名前のモチーフとなっているがゴッサム・シティにあり無関係。